# Benin ai Giochi della XXIX Olimpiade
Il Benin ha partecipato ai Giochi della XXIX Olimpiade che si sono svolti a Pechino dall'8 al 24 agosto 2008 non riuscendo però a vincere nessuna medaglia.

## Atletica leggera
| Atleta           | Evento | Batteria | Batteria  | Semifinale        | Semifinale        | Finale            | Finale            |                   |
| Atleta           | Evento | Tempo    | Posizione | Tempo             | Posizione         | Tempo             | Posizione         |                   |
| ---------------- | ------ | -------- | --------- | ----------------- | ----------------- | ----------------- | ----------------- | ----------------- |
| Mathieu Gnanligo | 400 m  | 47"10    | 7         | Non ha proseguito | Non ha proseguito | Non ha proseguito | Non ha proseguito | Non ha proseguito |
| Fabienne Feraez  | 200 m  | 24"07    | 8         | Non ha proseguito | Non ha proseguito | Non ha proseguito | Non ha proseguito | Non ha proseguito |

### Nuoto
| Atleta              | Evento            | Batteria | Batteria   | Semifinale        | Semifinale        | Finale            | Finale            |
| Atleta              | Evento            | Tempo    | Classifica | Tempo             | Classifica        | Tempo             | Classifica        |
| ------------------- | ----------------- | -------- | ---------- | ----------------- | ----------------- | ----------------- | ----------------- |
| Alois Dansou        | 50 m stile libero | 24"54    | 62         | Non ha proseguito | Non ha proseguito | Non ha proseguito | Non ha proseguito |
| Gloria Koussihouede | 50 m stile libero | 37"09    | 88         | Non ha proseguito | Non ha proseguito | Non ha proseguito | Non ha proseguito |

## Taekwondo
| Atleta            | Evento | Qualificazione       | Quarti               | Semifinale           | Ripescaggio Turno 1  | Ripescaggio Turno 2  | Finale               |
| Atleta            | Evento | Avversario Risultato | Avversario Risultato | Avversario Risultato | Avversario Risultato | Avversario Risultato | Avversario Risultato |
| ----------------- | ------ | -------------------- | -------------------- | -------------------- | -------------------- | -------------------- | -------------------- |
| Moloïse Ogoudjobi | −58 kg | Khawlaor P 2-4       | Non ha proseguito    | Non ha proseguito    | Non ha proseguito    | Non ha proseguito    | Non ha proseguito    |